# 25376 Christikeen
25376 Christikeen (tên chỉ định: 1999 TS180) là một tiểu hành tinh vành đai chính. Nó được phát hiện bởi dự án Nghiên cứu tiểu hành tinh gần Trái Đất Lincoln ở Socorro, New Mexico, ngày 10 tháng 10 năm 1999. Nó được đặt theo tên Christine Keen, an American homeschool educator ở Bethesda, Maryland.